# ノ・ゾ・キ・ア・ナ
『ノ・ゾ・キ・ア・ナ』は、本名ワコウによる日本の漫画作品。

## 概要
2009年1月23日から2013年2月1日にかけて、小学館の携帯コミックサイト「モバMAN」にて連載されていた作品。
連載当時、「モバMAN」のダウンロード数でトップを独走した作品であり、総ダウンロード数は2014年3月時点で4000万ダウンロードを突破している。また、2014年3月時点で累計発行部数は300万部を突破している。
連載終了後、本作のスピンアウト作品『ノゾ×キミ』を、『週刊少年サンデーS』及び『週刊少年サンデー』にて連載した。
2013年、過激な性描写があるとして長崎県にて有害図書認定を受けている。

## あらすじ
アパートで一人暮らしをする専門学校生・城戸龍彦は、ある日壁の穴を見つける。覗いて見ると隣の部屋に住む女性・生野えみるが自慰をする姿が見えた。壁の穴のことを告げに行くと、えみるは「私と覗き合いしませんか？」と、1日交替で相手を覗くことを提案する。こうして、龍彦とえみるは他人の私生活を覗き合う禁断と背徳の日々を送ることになる。

## 登場人物
※「声」はオリジナルアニメ、「演」は実写映画のキャスト。
城戸 龍彦（きど たつひこ）
声 - 平川大輔、演 - 篤海
本作の主人公。専門学校生。18歳。専門学校へ通うために上京して住み始めたアパートで壁の穴から、えみるの自慰を覗いてしまい、脅された末にえみると「自分見せあいっこ」をすることになる。当初は、捉え所が無いえみるを嫌っていたが、徐々に気になり始める。琴引と交際し始めるものの、二股をかけられたことで自ら別れを切り出した。その後、亘と交際が始まり順調のように感じていたが、覗き穴や隣人がえみるであったことなどが周囲に気づかれるようになってから、えみるの行動が気になっていき、亘と距離を置くようになった。えみるが消息を絶った時に、えみるの部屋から龍彦宛ての手紙を見つけ読んだ際に改めて、えみるが好きなことを認め、亘に別れを切り出した。えみるの地元で再会したときに自分の気持ちを告白した。
生野 えみる（いくの えみる）
声 - 霧ヶ峰沙羅、演 - 池田ショコラ
本作のヒロイン。3月3日生まれO型。龍彦の同級生でアパートの隣人。美人だが、ポーカーフェイスで捉え所がない。龍彦に対しては必ず敬語で話す。他人の部屋を覗くことで興奮する性癖を持つ。
1日交代で相手の部屋を覗くことができる「自分見せあいっこ」を龍彦に提案する。龍彦に興味を持っており、彼に想いを寄せているような言動を見せる。好きなものは眠気覚ましのコーヒー。
琴引 友里（ことびき ゆり）
声 - 日野真冬、演 - 伊東紅
龍彦の同級生。6月11日生まれA型。人目を惹く抜群のスタイルを持つ。龍彦に一目惚れして、彼に積極的なアプローチをして彼女になる。好きなものは流行の小物。えみるの行動を不審に思った龍彦が跡を付けると、友里と週末の彼との情事の最中であった事から二股がバレる。当初、龍彦はキープ扱いであったが、気持ちが移りつつあったものの龍彦と別れて友達とも疎遠になる。その後、週末の彼とも別れ、最終的には龍彦とも和解して疎遠となった友達ともヨリが戻り、専門学校卒業後は外国へと旅立つ。
寺門 巻子（てらかど まきこ）
声 - 平田裕香（特別出演）、演 - 新島亜祐弥
明るくさっぱりした中性的な少女。7月17日生まれA型。実はえみるに想いを寄せている同性愛者。人間観察が得意。好きなものはガーリーファッション。覗き穴の秘密を知ってから、龍彦達とは疎遠になったが、えみると連絡が取れなくなったことで、龍彦に協力してえみる探しを始める。卒業後は就職した会社員と結婚・妊娠した。
米山（よねやま）
声 - 望木庵中、演 - 鈴木すぅー
龍彦の親友。明るくお調子者。実家暮らし。龍彦とは専門学校の見学会で仲良くなった。童貞を植田理恵に捨てるも、それは植田理恵に利用されただけだった。その時に、覗き穴の秘密を知ってしまって苦悩するが、親友として龍彦を理解する。龍彦からは「最高の友達」。
本並 翔子（ほんなみ しょうこ）
声 - 遠見はるか、演 - 緒川凛
龍彦の通う専門学校の講師。28歳。通称：ショウコ先生。普段は明るいが、私生活では恋愛に行き詰まっているらしい。付き合っていた彼氏に振られた所を龍彦とえみるに見られ、酔っ払って呼び出した龍彦に部屋で介抱してもらう中で絡み合ってしまうが、えみるが機転を効かせる。
堀井 真（ほりい まこと）
声 - 木下透 (声優)、演 - 財木琢磨
竜彦とえみるの同級生。美形で表向きは人当たりが良いが、実はサディスト。えみるに近付くが、龍彦とえみるによって撃退される。
野宮 ナナミ（のみや ナナミ）
演 - 栗林里莉
龍彦と同じコンビニで働き始めたバイト仲間。
成瀬 珠子（なるせ たまこ）
演 - きみの歩美
龍彦の幼馴染。11月23日生まれB型。男勝りで行動的な性格であり、高校時代は男の取り巻きと共に悪趣味な遊びを繰り返していた。そして、ついには龍彦をも傷つけてしまい、最悪の別れ方をしていた。その後、自分の行動を恥じて龍彦の事を気にしていた。突然の来訪後、真実を話して和解、後に龍彦を見守る。好きなものはマリンスポーツ。
小森 千里（こもり ちさと）
4月19日生まれAB型。クラスの男子に人気のある典型的な「オンナノコ」。琴引友里を貶める為に、当時付き合っていた龍彦に身体でちょっかいを掛けたところを、えみるが阻止する。鏡を眺めることが好き。
亘 まどか（わたり まどか）
龍彦の1年後輩。しかし年齢は龍彦より3つ上の処女。昔から痛がりで学校の注射もよく仮病で休んでいた。引っ込み思案だが、龍彦に惹かれて付き合う事となる。覗き穴の秘密を知っても龍彦を許すのではあるが、次第にえみるの存在が重くなり「距離をおきましょう」とつい口にしてしまった事から、龍彦との別れへと発展してしまう。卒業まで龍彦とは会うことはなく、亘のことを気にかけていた同級生と交際を始めていた。
梶原 奈緒（かじわら なお）
生活のためにヌードモデルをしている画家志望の女性。2月19日生まれO型。気さくで母性的な性格。オールディーズの洋楽が好き。短い期間ではあるが、龍彦とえみるとの関係を理解しつつ後押ししてくれる。
望月 志郎（もちづき しろう）
龍彦の1年後輩。ひょんな事から覗き穴の秘密を知ってしまい、えみるをいただいてしまおうと画策するも、龍彦の機転によりピンチを逃れる。
植田 理恵（うえだ りえ）
龍彦の1年後輩で志郎のセフレ。志郎から覗き穴の秘密を聞き出してしまい、米山をも利用して龍彦とえみるの関係に加わろうとするが、それは心に大きな傷を持つ事からの嫉妬であった。
相良 つぐみ（さがら つぐみ）
智也の同級生で、えみるの義姉になる予定だった。大好きな人には敬語で話す。えみるが龍彦に敬語で話す理由の1つ。智也の死後もえみるを労るが、えみるから覗き穴の存在を教えられて、それまで姉妹の様に大好きだったえみるを憎む様になってしまう。
生野 智也（いくの ともや）
えみるの義兄。顔も頭も良く、つぐみと結婚する予定だった。実はえみるを半ば神聖化しており、つぐみとの結婚も継母からえみるを守る為で、えみるがつぐみを気に入っていたというひねくれた感情によるものであった。自分の部屋に開けられた覗き穴の存在を知ったえみるが家を飛び出した際、跡を追い掛けて交通事故に遭って死亡し、えみるやつぐみ、継母の心に深い傷跡を残す。

## 書誌情報
- 本名ワコウ 『ノ・ゾ・キ・ア・ナ』 小学館〈ビッグコミックス モバMAN〉、全13巻
  1. 2009年11月30日発売[5]、ISBN 978-4-09-182726-5
  2. 2009年12月26日発売[6]、ISBN 978-4-09-182859-0
  3. 2010年3月30日発売[7]、ISBN 978-4-09-182877-4
  4. 2010年4月28日発売[8]、ISBN 978-4-09-183223-8
  5. 2010年7月30日発売[9]、ISBN 978-4-09-183449-2
  6. 2010年10月29日発売[10]、ISBN 978-4-09-183605-2
  7. 2010年11月30日発売[11]、ISBN 978-4-09-183769-1
  8. 2011年6月30日発売[12]、ISBN 978-4-09-183875-9
  9. 2011年9月30日発売[13]、ISBN 978-4-09-184098-1
  10. 2012年1月30日発売[14]、ISBN 978-4-09-184340-1
  11. 2012年5月30日発売[15]、ISBN 978-4-09-184539-9
  12. 2012年9月28日発売[16]、ISBN 978-4-09-184713-3
  13. 2013年2月28日発売[17]、ISBN 978-4-09-184836-9
    - OVA付き限定版：2013年2月26日発売[18]、ISBN 978-4-09-941810-6

フルカラー版
  1. 2013年1月30日発売[19]、ISBN 978-4-09-184849-9
  2. 2013年5月30日発売[20]、ISBN 978-4-09-185306-6
  3. 2013年6月28日発売[21]、ISBN 978-4-09-185330-1
  4. 2013年7月30日発売[22]、ISBN 978-4-09-185448-3
  5. 2013年8月30日発売[23]、ISBN 978-4-09-185477-3
  6. 2013年9月30日発売[24]、ISBN 978-4-09-185525-1
  7. 2013年10月30日発売[25]、ISBN 978-4-09-185726-2
  8. 2013年11月29日発売[26]、ISBN 978-4-09-185740-8
  9. 2013年12月27日発売[27]、ISBN 978-4-09-185820-7
  10. 2014年1月30日発売[28]、ISBN 978-4-09-185839-9
  11. 2014年2月28日発売[29]、ISBN 978-4-09-186110-8
  12. 2014年3月28日発売[30]、ISBN 978-4-09-186160-3
  13. 2014年4月30日発売[31]、ISBN 978-4-09-186162-7

## オリジナルアニメ
2013年2月28日発売の単行本第13巻にはオリジナルアニメのDVD(OAD)が付く限定版が登場した（DVDなしの通常版と同時発売）。また、このDVDの内容にディレクターズ・カットや追加パートが加えられたBlu-ray Disc「ノ・ゾ・キ・ア・ナ Sexy 増量版 Blu-ray」が同年5月24日に発売。なおODS上映およびBDは映倫の審査でR18+指定となっている。

### スタッフ
- 監督 - 西島克彦
- 原作 - 本名ワコウ
- アニメーションプロデューサー - 月野正志
- キャラクターデザイン - 桜井正明
- 脚本 - 大久保昌弘
- 絵コンテ - 小林一三
- 演出 - 高山秀樹、清水明
- 総作画監督 - 服部憲知
- 作画監督 - Kim E Sung、しまだひであき、臼田美夫、細川修平
- 美術監督 - ゆきゆきえ
- 色彩設計 - 井上英子
- 撮影監督 - 原田勉之
- 編集 - 柳圭介
- 音楽プロデューサー - 安藤岳
- 音楽ディレクター - 砂守岳央
- 音楽 - 松岡美弥子、砂守岳央
- 音楽制作 - Brick Corporation
- 音響監督 - 亀山俊樹
- プロデューサー - 楠原真理子、酒井俊治
- アニメーション制作 - スタジオ・ファンタジア
- 製作 - 「ノ・ゾ・キ・ア・ナ」製作委員会（リバプール、東宝）

### 主題歌
エンディングテーマ「Going to Ride」
歌 - predia、作詞・作曲・編曲 - 貧図スクワット

## ソーシャルゲーム
DMM.comにより2013年3月1日にソーシャルゲーム化されている。ジャンルはカードバトルゲーム。壁に空いた「ノ・ゾ・キ・ア・ナ」から個性豊かなキャラクターたちをノ・ゾ・キながらクエストを進めて、女の子たちのカード収集・育成を行ない、女の子たちの秘密をノゾいていく。また、カードは、パラメーターを上げる強化合成のほか、4段階の進化合成を行うことができる。進化させるとカードの絵柄が変わっていく。またガチャやクエストでカードを収集していくと、ストーリーが開放されていき、ボイス付きのミニシナリオが楽しめる。
ゲームの登録者数は3万人を突破したが、サービス開始から4か月後の2013年7月31日に全てのサービスを終了した。

## 実写映画
2014年6月28日に実写映画が公開された。映倫においてR15+指定を受けている。公開翌日の6月29日から「GyaO!ストア」で有料独占配信も行われた。
主演は池田ショコラと篤海が演じた。公開初日の舞台挨拶で、本作が映画初主演となる池田は「えみるにしか出せないオーラを出せればと思いながら演じました」と独特の雰囲気を出すヒロイン役について語った。龍彦を演じた篤海は、のぞき穴を撮影するシーンが8時間に渡ったことを語っている。
劇場公開版の本編は120分であるが、DVDの完全版では本編約405分が収録されており（レンタル版は全6巻）、劇場版の未公開シーンや、登場キャラクター達のエピソードも盛り込まれている。

### ストーリー0
映画の前日譚となるストーリー0（ゼロ）が、2014年4月30日発売の単行本13巻「ノ・ゾ・キ・ア・ナ フルカラー」の帯に付属するQRコードにて5月1日から1週間限定で公開された。配信期間終了後も公式サイトでストーリー0を無料で公開している。

### キャスト
- 生野えみる：池田ショコラ
- 城戸龍彦：篤海
- 琴引友里：伊東紅
- 米山：鈴木すぅー
- 寺門巻子：新島亜祐弥
- 堀井真：財木琢磨
- 高畑充：瀬戸口弘樹
- 野宮ナナミ：栗林里莉
- 坂崎守：松本洋一
- 本並翔子：緒川凛
- 成瀬珠子：きみの歩美

（出典：オフィシャルサイト）

### スタッフ
- 監督 - 植田中 / 佃謙介
- 脚本 - 藤田学
- 制作 - ゴセント
- 製作 - エスピーオー

（出典：オフィシャルサイト）